# Orbite toundra

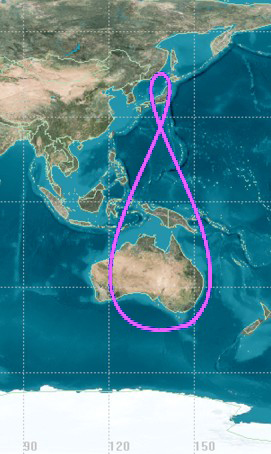
Empreinte au sol de l'orbite de QZSS

L'orbite Toundra (en russe, "Тундра") est un type d'orbite géosynchrone très elliptique d'une période de 24 heures.  Elle s'apparente à l'orbite de Molnia qui a une période de 12 heures. Elle est utilisée par certains satellites de télécommunications pour couvrir des zones mal desservies par l'orbite géostationnaire, notamment les pôles. Ces orbites furent développées par les Soviétiques pour couvrir les territoires du Nord. Le satellite passe une grande partie de son temps à son apogée qui peut être placé où l'on veut. Elle n'est utilisée actuellement que par le Sirius Satellite Radio. Le même genre d'orbite est planifié pour le système de satellites QZSS (amélioration de la précision de satellites d'aide à la navigation de type GPS au Japon).
Les équipements électroniques de ces satellites traversant à chaque orbite les ceintures de Van Allen peuvent être perturbés (par des effets singuliers, par exemple) et doivent donc être durcis.